# Tarabel
Tarabel település Franciaországban, Haute-Garonne megyében. Lakosainak száma 596 fő (2022. január 1.). Tarabel Aurin, Caragoudes, Labastide-Beauvoir, Maureville, Mourvilles-Basses és Préserville községekkel határos.

## Népesség
A település népessége az elmúlt években az alábbi módon változott:
| Lakosok száma | 218  | 193  | 266  | 340  | 378  | 409  | 460  | 539  | 579  | 596  |
|               | 1968 | 1982 | 1990 | 2006 | 2013 | 2015 | 2017 | 2019 | 2020 | 2022 |